# Quadro de medalhas dos Jogos Olímpicos de Verão de 2012
O quadro de medalhas dos Jogos Olímpicos de Verão de 2012 é uma lista que classifica os Comitês Olímpicos Nacionais de acordo com o número de medalhas conquistadas nos Jogos realizados em Londres, na Grã-Bretanha. Foram 303 finais disputadas em 26 esportes.
Dos 204 países participantes, 85 retornaram com pelo menos uma medalha, atletas do Barém, Botswana, Chipre, Gabão, Granada (uma medalha de ouro), Guatemala, e Montenegro ganharam suas primeiras medalhas na história dos Jogos. A Sérvia ganhou a sua primeira medalha como um país independente, já que havia ganhado medalhas como Sérvia e Montenegro e Iugoslávia.
A primeira competição a ter sua final concluída foi o tiro, na prova da carabina de ar 10 m. A primeira medalha de ouro foi da atleta chinesa Yi Siling, de prata da polonesa Sylwia Bogacka e de bronze da também chinesa Yu Dan.
Já as últimas medalhas foram do pentatlo moderno feminino. A lituana Laura Asadauskaite faturou o último ouro dos Jogos. A prata ficou com a britânica Samantha Murray, e o bronze com a brasileira Yane Marques.
A Moldávia teve todas as suas medalhas conquistadas neste Jogos retiradas por comprovações de doping de seus atletas.

## O quadro
O quadro de medalhas é classificado de acordo com o número de medalhas de ouro, estando as medalhas de prata e bronze como critérios de desempate em caso de países com o mesmo número de ouros. O Comitê Olímpico Internacional (COI) não reconhece a existência de um quadro de medalhas, alegando que isso cria uma competição entre os países, o que não é o objetivo dos Jogos.
     País sede destacado
| Ordem | País                     | Medalha de ouro | Medalha de prata | Medalha de bronze |     |
| ----- | ------------------------ | --------------- | ---------------- | ----------------- | --- |
| 1     | USA Estados Unidos       | 48              | 26               | 31                | 105 |
| 2     | CHN China                | 39              | 31               | 22                | 92  |
| 3     | GBR Grã-Bretanha         | 29              | 18               | 18                | 65  |
| 4     | RUS Rússia               | 18              | 20               | 26                | 64  |
| 5     | KOR Coreia do Sul        | 13              | 9                | 9                 | 31  |
| 6     | GER Alemanha             | 11              | 20               | 13                | 44  |
| 7     | FRA França               | 11              | 11               | 13                | 35  |
| 8     | AUS Austrália            | 8               | 15               | 12                | 35  |
| 9     | ITA Itália               | 8               | 9                | 11                | 28  |
| 10    | HUN Hungria              | 8               | 4                | 6                 | 18  |
| 11    | JPN Japão                | 7               | 14               | 17                | 38  |
| 12    | IRI Irã                  | 7               | 5                | 1                 | 13  |
| 13    | NED Países Baixos        | 6               | 6                | 8                 | 20  |
| 14    | NZL Nova Zelândia        | 6               | 2                | 5                 | 13  |
| 15    | UKR Ucrânia              | 5               | 4                | 10                | 19  |
| 16    | CUB Cuba                 | 5               | 3                | 7                 | 15  |
| 17    | ESP Espanha              | 4               | 10               | 6                 | 20  |
| 18    | JAM Jamaica              | 4               | 5                | 4                 | 13  |
| 19    | CZE República Checa      | 4               | 4                | 3                 | 11  |
| 20    | RSA África do Sul        | 4               | 1                | 1                 | 6   |
| 21    | PRK Coreia do Norte      | 4               |                  | 2                 | 6   |
| 22    | BRA Brasil               | 3               | 5                | 9                 | 17  |
| 23    | ETH Etiópia              | 3               | 3                | 2                 | 8   |
| 24    | KAZ Cazaquistão          | 3               | 2                | 6                 | 11  |
|       | POL Polônia              | 3               | 2                | 6                 | 11  |
| 26    | CRO Croácia              | 3               | 1                | 2                 | 6   |
| 27    | CAN Canadá               | 2               | 6                | 10                | 18  |
| 28    | BLR Bielorrússia         | 2               | 5                | 3                 | 10  |
| 29    | KEN Quênia               | 2               | 4                | 7                 | 13  |
| 30    | DEN Dinamarca            | 2               | 4                | 3                 | 9   |
| 31    | ROU Romênia              | 2               | 4                | 1                 | 7   |
| 32    | AZE Azerbaijão           | 2               | 2                | 5                 | 9   |
| 33    | SUI Suíça                | 2               | 2                |                   | 4   |
| 34    | NOR Noruega              | 2               | 1                | 1                 | 4   |
| 35    | LTU Lituânia             | 2               |                  | 3                 | 5   |
| 36    | TUN Tunísia              | 2               |                  | 1                 | 3   |
| 37    | SWE Suécia               | 1               | 4                | 3                 | 8   |
| 38    | COL Colômbia             | 1               | 3                | 5                 | 9   |
| 39    | MEX México               | 1               | 3                | 4                 | 8   |
| 40    | GEO Geórgia              | 1               | 2                | 3                 | 6   |
| 41    | IRL Irlanda              | 1               | 1                | 4                 | 6   |
| 42    | ARG Argentina            | 1               | 1                | 2                 | 4   |
|       | SLO Eslovênia            | 1               | 1                | 2                 | 4   |
|       | SRB Sérvia               | 1               | 1                | 2                 | 4   |
|       | TRI Trinidad e Tobago    | 1               | 1                | 2                 | 4   |
| 46    | TUR Turquia              | 1               | 1                | 1                 | 3   |
| 47    | DOM República Dominicana | 1               | 1                |                   | 2   |
| 48    | LAT Letônia              | 1               |                  | 1                 | 2   |
|       | TPE Taipé Chinês         | 1               |                  | 1                 | 2   |
| 50    | ALG Argélia              | 1               |                  |                   | 1   |
|       | BAH Bahamas              | 1               |                  |                   | 1   |
|       | BRN Bahrein              | 1               |                  |                   | 1   |
|       | GRN Granada              | 1               |                  |                   | 1   |
|       | UGA Uganda               | 1               |                  |                   | 1   |
|       | VEN Venezuela            | 1               |                  |                   | 1   |
| 56    | EGY Egito                |                 | 3                | 1                 | 4   |
| 57    | IND Índia                |                 | 2                | 4                 | 6   |
| 58    | MGL Mongólia             |                 | 2                | 3                 | 5   |
| 59    | THA Tailândia            |                 | 2                | 2                 | 4   |
| 60    | BUL Bulgária             |                 | 2                | 1                 | 3   |
|       | FIN Finlândia            |                 | 2                | 1                 | 3   |
|       | INA Indonésia            |                 | 2                | 1                 | 3   |
| 63    | SVK Eslováquia           |                 | 1                | 3                 | 4   |
| 64    | BEL Bélgica              |                 | 1                | 2                 | 3   |
| 65    | ARM Armênia              |                 | 1                | 1                 | 2   |
|       | QAT Catar                |                 | 1                | 1                 | 2   |
|       | EST Estônia              |                 | 1                | 1                 | 2   |
|       | MAS Malásia              |                 | 1                | 1                 | 2   |
|       | PUR Porto Rico           |                 | 1                | 1                 | 2   |
| 70    | BOT Botsuana             |                 | 1                |                   | 1   |
|       | CYP Chipre               |                 | 1                |                   | 1   |
|       | GAB Gabão                |                 | 1                |                   | 1   |
|       | GUA Guatemala            |                 | 1                |                   | 1   |
|       | MNE Montenegro           |                 | 1                |                   | 1   |
|       | POR Portugal             |                 | 1                |                   | 1   |
| 76    | UZB Uzbequistão          |                 |                  | 3                 | 3   |
| 77    | GRE Grécia               |                 |                  | 2                 | 2   |
|       | SIN Singapura            |                 |                  | 2                 | 2   |
| 79    | AFG Afeganistão          |                 |                  | 1                 | 1   |
|       | KSA Arábia Saudita       |                 |                  | 1                 | 1   |
|       | CMR Camarões             |                 |                  | 1                 | 1   |
|       | HKG Hong Kong            |                 |                  | 1                 | 1   |
|       | KUW Kuwait               |                 |                  | 1                 | 1   |
|       | MAR Marrocos             |                 |                  | 1                 | 1   |
|       | TJK Tajiquistão          |                 |                  | 1                 | 1   |
|       | VIE Vietnã               |                 |                  | 1                 | 1   |
| TOTAL | TOTAL                    | 303             | 305              | 352               | 960 |